# Ceranów (village)
Pour les articles homonymes, voir Ceranów.
Ceranów  [t͡sɛˈranuf] est un village polonais de la gmina de Ceranów dans le powiat de Sokołów et dans la voïvodie de Mazovie, au centre-est de la Pologne.
Il est le siège administratif du gmina de Ceranów.
Il est situé à environ 26 kilomètres au nord de Sokołów Podlaski et à 96 kilomètres à l'est de Varsovie.

Sa population est de 810 habitants.